# Animal Planet

Od října 2018 nové logo televizní stanice

Staré logo televizní stanice.

Animal Planet je americký televizní kanál, který začal vysílat 1. října 1996. Je distribuovaný známou společností Discovery Communications. Stanice vysílá dokumenty většinou vlastní produkce a to o divokých zvířatech, domácích mazlíčcích, veterinářích apod. V roce 1996 kanál vznikl ve společnosti s BBC a Discovery Communications. Od této doby již také změnil své logo, v říjnu roku 2018. Stanice vysílá s česko-slovenskou jazykovou stopou, některé pořady jsou vysílány v slovenském znění.

## Programy
- Akvária (Akvária na míru) (Tanked)
- Aljaška: Překonání poslední hranice (Out of the Wild)
- Aljašské nestvůry (Alaskan Monsters)
- Amanda zachraňuje (Amanda to the Rescue)
- Austin Stevens - Pán hadů (Austin Stevens: Snakemaster)
- Bojovníci za divokou přírodu Stevea Irwina (Steve Irwin's Wildlife Warriors)
- Deset nejnebezpečnějších hadů (Ten Deadliest Snakes with Nigel Marven)
- Divoká Austrálie (Wild Australia)
- Divoká Francie (Wild France)
- Divoké Mexiko (Wild Mexico)
- Divoký Wales (Wild Wales)
- Dobrovolní zachránci (Ochránci zvířat) (Guardians of Rescue)
- Dr. Jeff: Veterinář ze Skalnatých hor (Dr. Jeff: Veterinár zo Skalnatých hôr) (Dr. Jeff Rocky Mountain Vet) SK
- Drsná spravedlnost (Rugged Justice)
- Hrdinové z The Dodo (Dodo Heroes)
- Invaze obřích krokodýlů (Invázia obrovských krokodýlov) (Monster Croc Invasion) SK
- Invaze žraloků bílých (Shark Invasion)
- Jak to zvířata dokážou (Ako to zvieratá dokážou?) (How Do Animals Do That?) SK
- Jak žraloci loví (How Sharks Hunt)
- Jeff Corwin na cestách (Jeff Corwin Unleshead)
- Království surikat (Meerkat Manor)
- Krokodýlí zabijáci (Lair of the Killer Crocs)
- Legendy divočiny (Legends of the Wild)
- Lidé z Aljašských lesů (Alaskan Bush People)
- Lidožravý superhad (Ľudožravý superhad) (Man-Eating Super Snake) SK
- Lovec krokodýlů (The Crocodile Hunter)
- Lvi a obři: Na ostří nože (Lions and Giant Living on the Edge)
- Má pekelná kočka (Moja diabolská mačka) (My Cat From Hell) SK
- Městský predátor (Urban Predator)
- Michaela vyráží za zvířaty (Michaela's Animal Road Trip)
- Můj drobný děs (My Tiny Terror)
- Na pokraji Aljašky (Edge of Alaska)
- Návrat na ostrov Čelistí (Return to the Isle of Jaws)
- Nefalšovaná přírodní podívaná (The Really Wild Show)
- Nejsmrtelnější žralok (Deadliest Shark)
- Největší a nejnebezpečnější (Biggest and Baddest)
- Nespoutaná Čína s Nigelem Marvenem (Untamed China with Nigel Marven)
- Nestvůry ve mně (Monsters Inside Me)
- Neuvěřitelné bazény (Insane Pools)
- No nazdar! Irwinovi zasahují (Haló, tady Irwinovi) (Crikey! It's the Irwins)
- Odborníci na domy v korunách stromů (Odborníci na stromová obydlí) (Treehouse Masters)
- Pandí dobrodružství s Nigelem Marvenem (Panda Adventure with Nigel Marven)
- Pandománie (Pandamonium)
- Pitbulové a propuštění trestanci (Pitbulové a podmínečně propuštění) (Pitbulles and Paroles)
- Planeta dinosaurů (Dinosaur Planet)
- Plavání z monstry: Steve Backshall (Swimming With Monsters: Steve Backshall)
- Pláž žraloka tygřího (Tiger Shark Beach)
- Poslední obyvatelé Aljašky (The Last Alaskans)
- Prehistorický park (Prehistoric Park)
- Projekt Grizzly (Project Grizzly) SK
- Projekt Kojota Petersona (Kojot Peterson: Návrat do divočiny) (Coyote Peterson: Brave the Wild)
- Překrásní podivíni s Nickem Bakerem (Nick Baker's Beautiful Freaks)
- Příběhy velkých koček (Osudy velkých koček) (Big Cat Tales)
- Psi: jejich neznámé dějiny (Psi: Co o nich nevíme) (Dogs: The Untold Story)
- Setkání s celebritami (Celebrity Animal Encounters)
- Setkání s orangutany (Meet The Orangutans)
- Setkání s tučňáky (Meet The Penguins)
- Seznámení se se psy (101 psů) (Dogs 101)
- Skutečný ztracený svět (The Real Lost World)
- Stal jsem se kořistí (Stal som sa korisťou) (I Was Prey) SK
- SOS živočišné říše (Wildlife SOS)
- Soutěž o renovaci zvířecích útulků (Renovace útulků) (Pet Nation Renovation)
- Tajuplní tvorové Nicka Bakera (Weird Creatures with Nick Baker)
- Útěk do ráje šimpanzů (Escape to Chimp Eden)
- Útulek ve stodole (Saved by the Barn)
- Úžasná zvířata Dubaje (Dubai's Amazing Animals)
- Ve žraločích čelistech (Into the Shark Bite)
- Velryby zabijáci (Killer Whales)
- Veterinární pohotovost (ER Vets)
- Veterinární policie Filadelfie (Zvířecí policie Filadelfie) (Animal Cops Philadelphia)
- Veterinární policie Houston (Animal Cops Houston)
- Veterinární policie: Phoenix (Zvířecí policie Phoenix) (Animal Cops Phoenix)
- Veterinář z Bondi Beach (Bondi Vet)
- Vymřeli či žijí (Extinct or Alive)
- Výprava za yettim (Expedition Bigfoot)
- Z tuláků boháči (From Wags To Riches)
- Zabijáci oceánu (Ocean's Deadliest)
- Záhadný lovec z hlubin - Žralok velký bílý (Apetít žraloka modrého) (Great White Appetite) SK
- Záchrana statku (Zachráňte našu usadlosť) (Homestead Rescue) SK
- Zachránci primátů (Going Ape)
- Zákon v Texasu (Zákony revíru) (Lone Star Law)
- Zoltan, vlčí muž (Zoltan The Wolfman)
- ZOO (The Zoo)
- Ztroskotání mezi žraloky (Sharkwrecked)
- Zvířecí obydlí (Bydlení pro zvířata) (Animal Cribs)
- Život na Veterinární univerzitě (Život na veterinárskej univerzite) (Life at Vet University) SK
- Žraloci proti delfínům (Sharks vs. Dolphins)
- Žraloci z Badlands (Žraloky v odľahlých končinách) (Sharks Of The Badlands) SK
- Žraločí tornádo (Žraločí vír) (Shark Vortex)
- Žraločí ulička (Shark Alley)